# Toynton All Saints
Toynton All Saints is een civil parish in het bestuurlijke gebied West Lindsey, in het Engelse graafschap Lincolnshire. In 2001 telde het dorp 393 inwoners.
In het Domesday Book van 1086 staan Toynton All Saints en de naburige plaatsjes Toynton St Peter en Toynton Fenside alle drie als Toantun(e) vermeld. Hierdoor is niet met zekerheid te zeggen wat wat is. Samen hadden de nederzettingen in 1086 78 huishoudens, een kerk en een oppervlakte van bijna 50 hectare.